# Référentiel barycentrique
En physique, le référentiel barycentrique, appelé aussi référentiel du centre de masse, est un référentiel en translation (par rapport à un référentiel galiléen de référence) dans lequel le centre d'inertie {\displaystyle G} du système étudié est immobile. La translation du référentiel barycentrique ne signifie pas que c'est une translation rectiligne. Par exemple, une cabine de grande roue de fête foraine, quand elle tourne, est en mouvement de translation circulaire et elle se comporte comme le référentiel barycentrique de la Lune qui, elle, est en mouvement de rotation dans le référentiel géocentrique. Ce dernier est un référentiel barycentrique.
Le référentiel barycentrique se note {\displaystyle R^{*}}, il est galiléen uniquement dans le cas où {\displaystyle G} est doté d'un mouvement rectiligne uniforme par rapport au référentiel galiléen de référence.